# Лабораторія реактивного руху

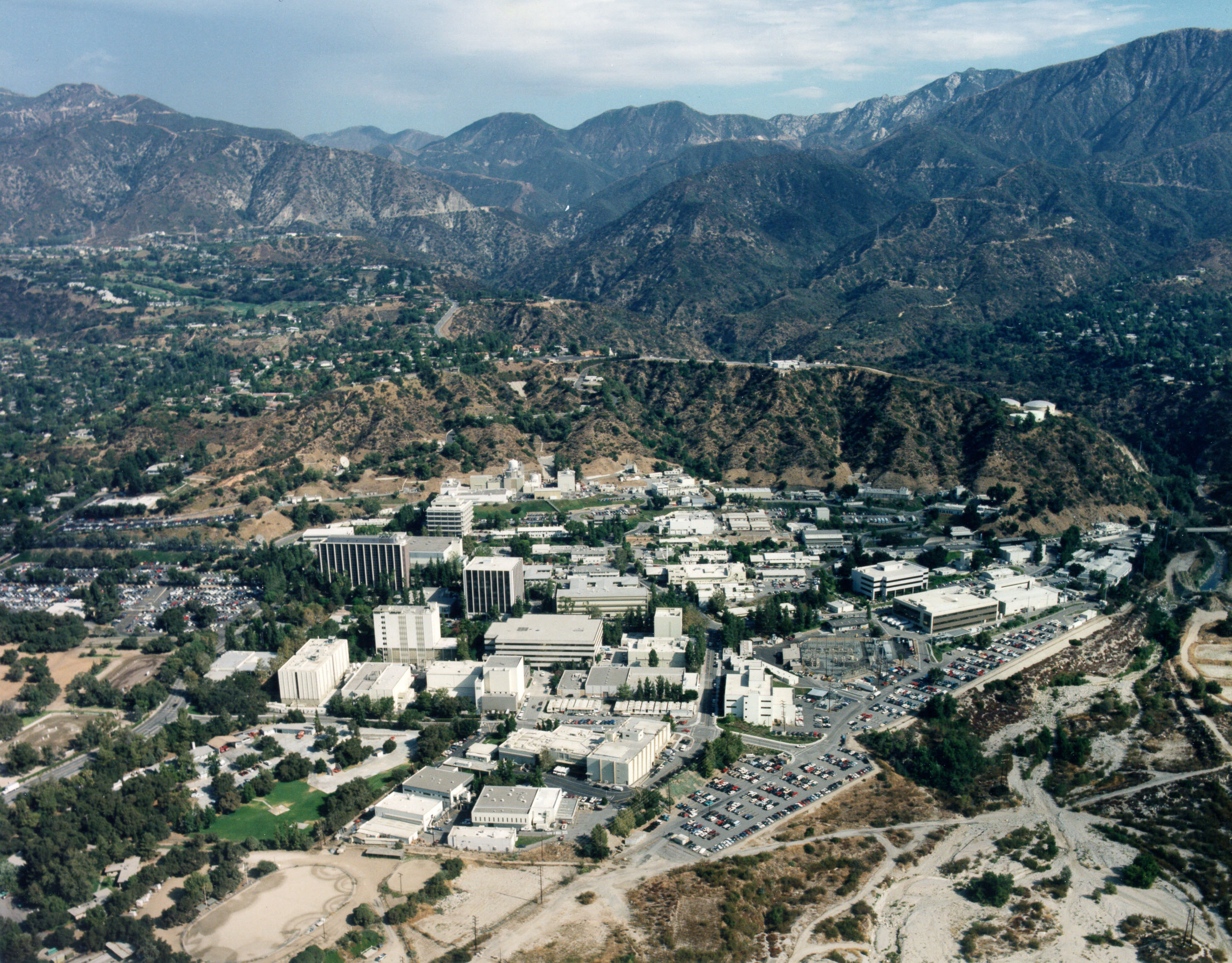
Комплекс будівель ЛРР в Пасадіні, Каліфорнія.

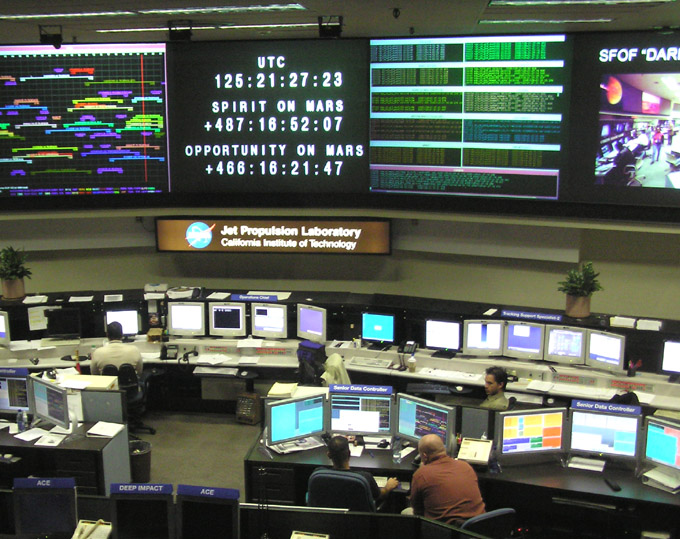
Контрольна кімната в ЛРР.

Лабораторія реактивного руху (англ. Jet Propulsion Laboratory, JPL) — науково-дослідний центр НАСА, розташований поруч з містами Пасадіна і Каньяда Флінтрідж поблизу Лос-Анджелеса в США. Керується Каліфорнійським технологічним інститутом (Калтех), створює й обслуговує безпілотні космічні апарати для НАСА. Заснована у 1936 р. Має 5000 співробітників.
Основною функцією лабораторії є будівництво та експлуатація міжпланетних космічних апаратів, хоча вона також здійснює навколоземні місії. Лабораторія також відповідає за управління Мережею далекого космічного зв'язку НАСА.
На честь установи названо астероїд 78577 JPL.

## Програми
Нижче наведено список деяких із місій, які частково фінансувалися JPL:
- Програма «Експлорер»
- Програма «Рейнджер»
- Програма «Сервеєр»
- Програма «Марінер»
- Програма «Піонер»
- Програма «Вікінг»
- Програма «Вояджер»
- «Магеллан»
- «Галілео»
- Deep Space 1
- Mars Global Surveyor
- Mars Climate Orbiter
- «Кассіні — Гюйгенс»
- «Стардаст»
- «Марс Одіссей»
- Mars Pathfinder
- Програма Mars Exploration Rover (марсоходи «Спірит» і «Оппортьюніті»)
- Космічний телескоп «Спітцер»
- Mars Reconnaissance Orbiter
- Відновлення гравітації і кліматичний експеримент
- CloudSat
- Фенікс
- OSTM
- Орбітальна обсерваторія вуглецю
- Wide-Field інфрачервоного огляду Explorer
- Mars Science Laboratory (марсохід «К'юріосіті»)
- База даних малих тіл Сонячної системи[en] (англ. JPL Small-Body Database)